# NGC 1946
NGC 1946 ist ein offener Sternhaufen in der Großen Magellanschen Wolke im Sternbild Dorado. Das Objekt wurde am 6. November 1826 von James Dunlop entdeckt.